# Pantorhytes
Pantorhytes är ett släkte av skalbaggar. Pantorhytes ingår i familjen vivlar.

## Dottertaxa tillPantorhytes, i alfabetisk ordning[1]
- Pantorhytes albopunctulatus
- Pantorhytes australasiae
- Pantorhytes batesi
- Pantorhytes biplagiatus
- Pantorhytes carbonarius
- Pantorhytes chrysomelas
- Pantorhytes constellatus
- Pantorhytes corallifer
- Pantorhytes decempunctulatus
- Pantorhytes decempustulatus
- Pantorhytes decemverrucosus
- Pantorhytes granulatus
- Pantorhytes gravis
- Pantorhytes melanostictus
- Pantorhytes multipustulosus
- Pantorhytes octopustulatus
- Pantorhytes opacus
- Pantorhytes papillosus
- Pantorhytes papuanus
- Pantorhytes pilosus
- Pantorhytes plutus
- Pantorhytes proximus
- Pantorhytes quadriplagiatus
- Pantorhytes quadripunctatus
- Pantorhytes quadripustulatus
- Pantorhytes rarus
- Pantorhytes rubroverrucatus
- Pantorhytes salomonis
- Pantorhytes sexpustulatus
- Pantorhytes stanleyanus
- Pantorhytes subcostatus
- Pantorhytes torricellianus
- Pantorhytes verrucatus
- Pantorhytes vibicifer